# Ophiuche securalis
Ophiuche securalis là một loài bướm đêm trong họ Erebidae.